# Jaja d'Opobo
Jaja d'Opobo (1821–1891, de son nom de naissance Jubo Jubogha) est un prince nigérian fondateur de l'état-ville d'Opobo. Né à Amaigbo, sur les terres Igbo et vendu à l'âge de 12 ans comme esclave à Bonny. Jubo Jubogha prendra le nom de "Jaja" lors de ses marchandages avec les Britanniques, qui le materont en 1887 avec Harry Johnston.

## Biographie
Jaja a prouvé très tôt son aptitude à faire des affaires, réussissant à sortir de l'esclavage; il fut inculturé selon les rituels Ijaw (Ibani) et finit par s'établir à la tête de la maison Anna Pepple. Sous la direction de Jaja, Anna Pepple a rapidement absorbé un certain nombre d'autres maisons de commerce de Bonny jusqu'à ce qu'un différend en cours avec la maison de Manilla Pepple dirigée par Oko Jumbo oblige Jaja à se séparer en tant que cité-État d'Opobo en 1869.
Opobo a vite dominé le commerce lucratif de l'huile de palme de la région et a rapidement abrité quatorze des dix-huit anciennes maisons de commerce de Bonny. Jaja a également décidé de bloquer l'accès des marchands britanniques à l'intérieur, lui conférant un monopole effectif; à certains moments, Opobo a même expédié de l'huile de palme directement à Liverpool, indépendamment des intermédiaires britanniques.
Lors de la conférence de Berlin de 1884, cependant, les autres puissances européennes ont désigné Opobo comme territoire britannique, et les Britanniques ont rapidement déménagé pour le revendiquer. Lorsque Jaja a refusé de cesser de taxer les commerçants britanniques, Henry Hamilton Johnston, un vice-consul britannique, a invité Jaja à des négociations en 1887. Lorsque Jaja est arrivé, les Britanniques l'ont arrêté et jugé à Accra sur la Gold Coast (aujourd'hui le Ghana ), puis l'ont emmené à Londres pendant quelque temps, où il a rencontré la reine Victoria et était son invité au palais de Buckingham. Après une autre histoire mouvementée, il est exilé à Saint-Vincent aux Antilles. Il a également été prévu de le réinstaller à la Barbade.
En 1891, Jaja obtint l'autorisation de retourner à Opobo, mais mourut en cours de route, qui aurait été empoisonné avec une tasse de thé. Après son exil et sa mort, le pouvoir de l'État d'Opobo a rapidement décliné.

## Liens
- Notices dans des dictionnaires ou encyclopédies généralistes :   - Britannica
  - Dizionario di Storia
  - Oxford Dictionary of National Biography
- Notices d'autorité :   - VIAF
  - ISNI
  - IdRef
  - LCCN
  - Israël
  - WorldCat